# Ana María Pascual-Leone
Ana María Pascual-Leone (Valencia, 24 de agosto de 1930) es una farmacéutica española, académica de número de la Real Academia Nacional de Farmacia.

## Biografía
Realizó sus estudios de farmacia en la Universidad de Barcelona, licenciándose en 1953 con premio extraordinario. Hizo un Doctorado en la Universidad de Madrid en 1956.
Desde 1970 fue miembro del Consejo Superior de Investigaciones Científicas.
En 1994 recibió, junto a su grupo de trabajo, el Premio Nacional Reina Sofía por sus investigaciones sobre la prevención de las deficiencias.

## Líneas de investigación
Una de sus líneas de trabajo ha sido el estudio de los desequilibrios hormonales y la malnutrición durante la gestación. También la regulación del metabolismo de los hidratos de carbono, en la regulación de axis tiroideo y en la secreción de insulina. Otras de sus áreas de investigación son los nutrientes y su relación con los factores endocrinos.

## Obra
- Control neuroendocrino del balance energético: el adipocito secretor[3]
- 2005: Mecanismos moleculares y neuroendocrinos del balance energético: Patologías[4]
- 2012: Retroceso en el tiempo: la investigación biomédica en España[5]